# Кюхендойч
Кю́хендойч (нем. Küchendeutsch, англ. Namibian Black German, NBG) — базирующийся на немецком неканонический контактный язык в Намибии (подобно языку унзердойч, который существует в Папуа — Новой Гвинее). На языке говорит около 15 тысяч человек преимущественно престарелых намибийцев и бывшими служащими колонизаторов, откуда и происходит современное название (в немецком слово Küche — дословно означает «кухня»). Носители языка, как правило, владеют литературным немецким языком или африкаанс.
В начале XX века была принята программа по созданию искусственного языка на немецкой основе, но который был бы прост для изучения колонизованным населением. В 1916 году он пропагандировался Эмилем Швёрером под названием «колониальный немецкий» (нем. Kolonial-Deutsch). В противоположность ему Адальберт Бауман выдвинул идею создания мирового немецкого языка (нем. Weltdeutsch), как языка межнационального общения.
Примеры синтаксических и морфологических несоответствий между немецким и кюхендойчем:
- Lange nicht sehen — Lange nicht gesehen
- Was Banane kosten? — Was kostet die Banane?
- Spät Uhr — Zu später Zeit
- Herr fahren Jagd, nicht Haus — Der Herr geht zur Jagd, und ist nicht zu Hause